# Паненко, Иван Александрович
Ива́н Алекса́ндрович Пане́нко (2 января 1949, Светлоград, Ставропольский край) — генеральный директор ОАО «Роснефть-Краснодарнефтегаз», в период с 1999 по 2001 президент ФК «Кубань».

## Биография
Родился 2 января 1949 года в городе Светлоград, Ставропольский край.

## Образование
Кандидат экономических наук, академик, профессор Академии проблем безопасности, обороны и правопорядка.

## Карьера
- 1980—1981 — начальник отдела НГДУ «Приазовнефть»
- 1981—1983 — начальник отдела «Краснодарнефтегаз»
- 1983—1994 — главный инженер — заместитель генерального директора объединения «Краснодарнефтегаз»
- 1994—1995 — президент АООТ «Краснодарнефтегаз»
- 1995-н.в. — генеральный директор ОАО «Роснефть-Краснодарнефтегаз»

## Награды
- Заслуженный работник Минтопэнерго России (1996)
- Почётный нефтяник (1998)
- Заслуженный работник топливно-энергетического комплекса Кубани (1999)

## Разное
Автор около 10 научных и учебно-методических работ.